# Кичкальня
Кичкальня (тат. Кычытканлы́) — село в Нурлатском районе Республики Татарстан. Административный центр и единственный населённый пункт Кичкальнинского сельского поселения.

## Этимология
Топоним произошел от фитонима татарского происхождения «кычыткан» (крапива).

## История
На территории и в окрестностях села выявлены археологические памятники: Кичкальнинские поселения I, II (бронзовый век), Кичкальнинские селища I, II, III, IV, V, VI (булгарский домонгольский период), Кичкальнинское селище VII (именьковская культура раннего средневековья).
Известно с 1710 года. В XVIII — первой половине XIX века жители относились к сословию государственных крестьян, выполняли лашманную повинность. Занимались земледелием, разведением скота, кирпичным, рогожным, бондарным, столярным и колёсным промыслами.
В деревне Верхней Мурасе одна мечеть при тритцети дворах, которая не сломана. Расстоянием оная имеется от Ал[ь]метевской мечети в трех, от новокрещенской деревни Темерлеик в пятнатцети, от пригорода Билярска в тритцети верстах. А по скаске той деревни татар показано: оная мечеть построена была тому сорок лет. А новокрещен во оной деревне Мурасе не имеется.Экстракт в Правительствующий сенат ис Казанской губернской канцелярии о татарских мечетях (1742 год, РГАДА, фонд 248, опись 16, дело 803, листы 99-121 об.)
В третьей ревизской сказке 1762 года есть сведения о переселенцах из деревень Нижнее Биктимирово Алькеевского района, Большие Кургузи Зеленодольского района, Малые Кибя-Кози Тюлячинского района.

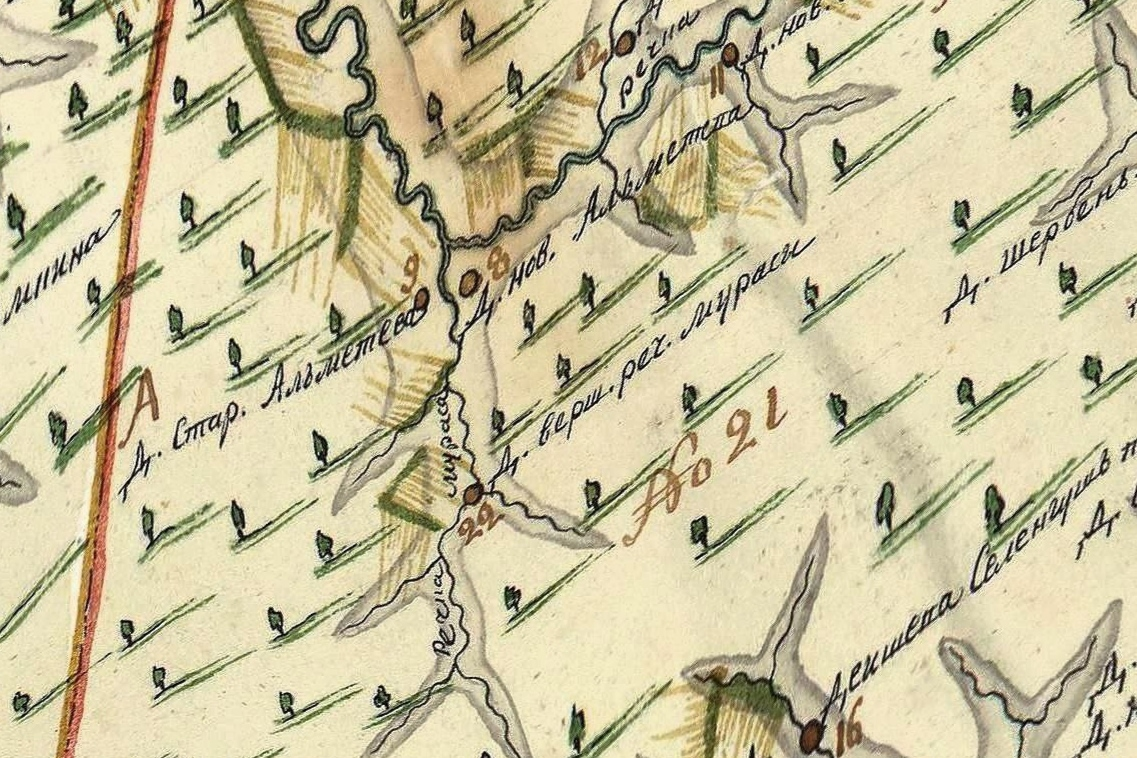
деревня вершина речки Мурасы и ее окрестности, 1767

В 1873 году сгорает единственная на то время соборная мечеть и в этом же году строится новая, а в 1906 году строится мечеть 2 прихода.
В 1875 году в деревне Кичкальня функционировало медресе для мужского пола, в котором обучались 100 человек.
В начале XX века здесь действовали 2 мечети, 2 медресе, кузница, 10 мелочных лавок. В этот период земельный надел сел. общины составлял 1975 десятин.

## Административное деление
В 1838 году деревня Вершина речки Мурасы (Кичкальня) была в составе Старо-Альметевского сельского общества Билярской волости. До этого 212 душ мужского пола числились в Аксубаевской, а 2 — в Староерыклинской волости.
С 1860-х Кичкальня начала входить в новообразованную Старо-Альметевскую волость в составе Вершино-Мурасинского сельского общества.
До 1920 года входило в Старо-Альметевскую волость Чистопольского уезда Казанской губернии. С 1920 года в составе Старо-Альметевской волости Чистопольского кантона Татарской АССР. С 10.08.1930 г. в Билярском, с 10.02.1935 г. в Тельманском, с 16.07.1958 г. в Билярском, с 01.02.1963 г. в Октябрьском, с 10.12.1997 г. в Нурлатском районах.

## География
Кичкальня расположена на реке Мараса в 47 км к северо-западу от районного центра — города Нурлата.
Высота центра села над уровнем моря — 120 м.
В «Списке населенных мест по сведениям 1859 года», изданном в 1866 году, населённый пункт упомянут как казённая деревня Вершина речки Мурасы (Кичкальня) 2-го стана Чистопольского уезда Казанской губернии. Располагалась при речке Мурасе, по правую сторону торговой дороги из Чистополя в Самару, в 77 верстах от уездного города Чистополя и в 25 верстах от становой квартиры в казённом пригороде Билярске (Буляре). В деревне в 115 дворах жили 642 человека (323 мужчины и 319 женщин). Была мечеть.

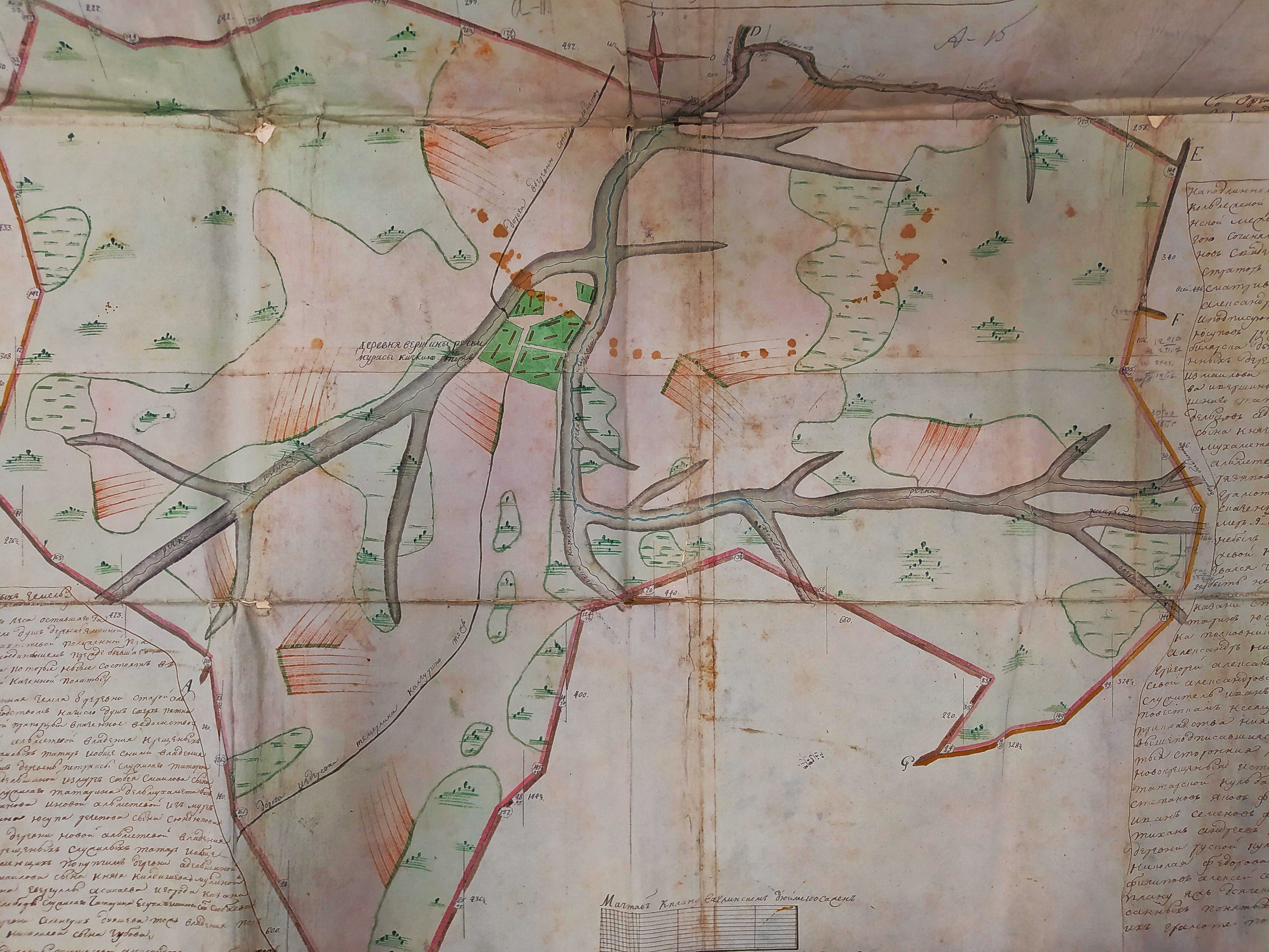
деревня Вершины речки Мурасы Кичкино тоже 1794
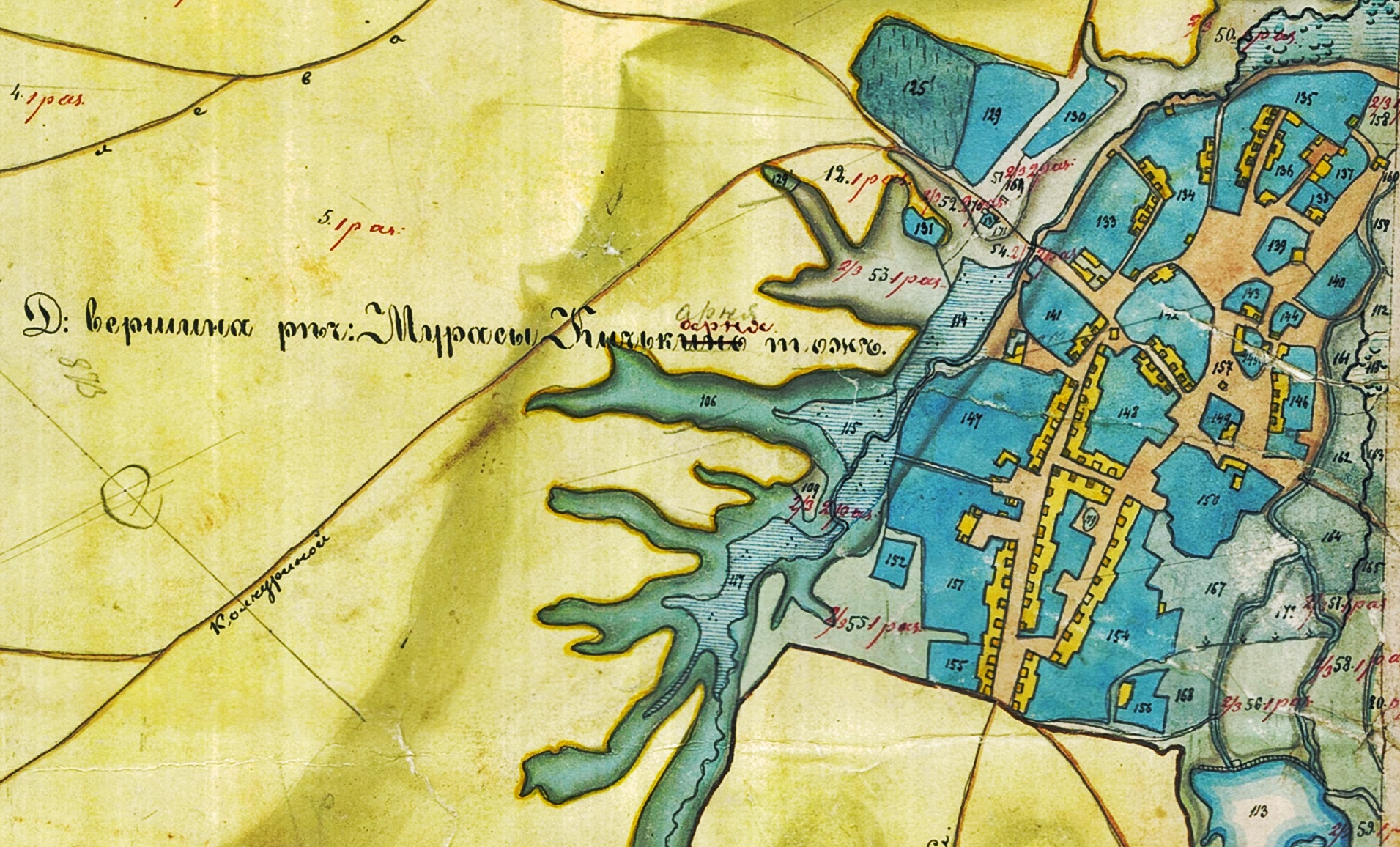
Вершина рѣч: Мурасы, Кичькино (Кичкальня) тожъ 1854
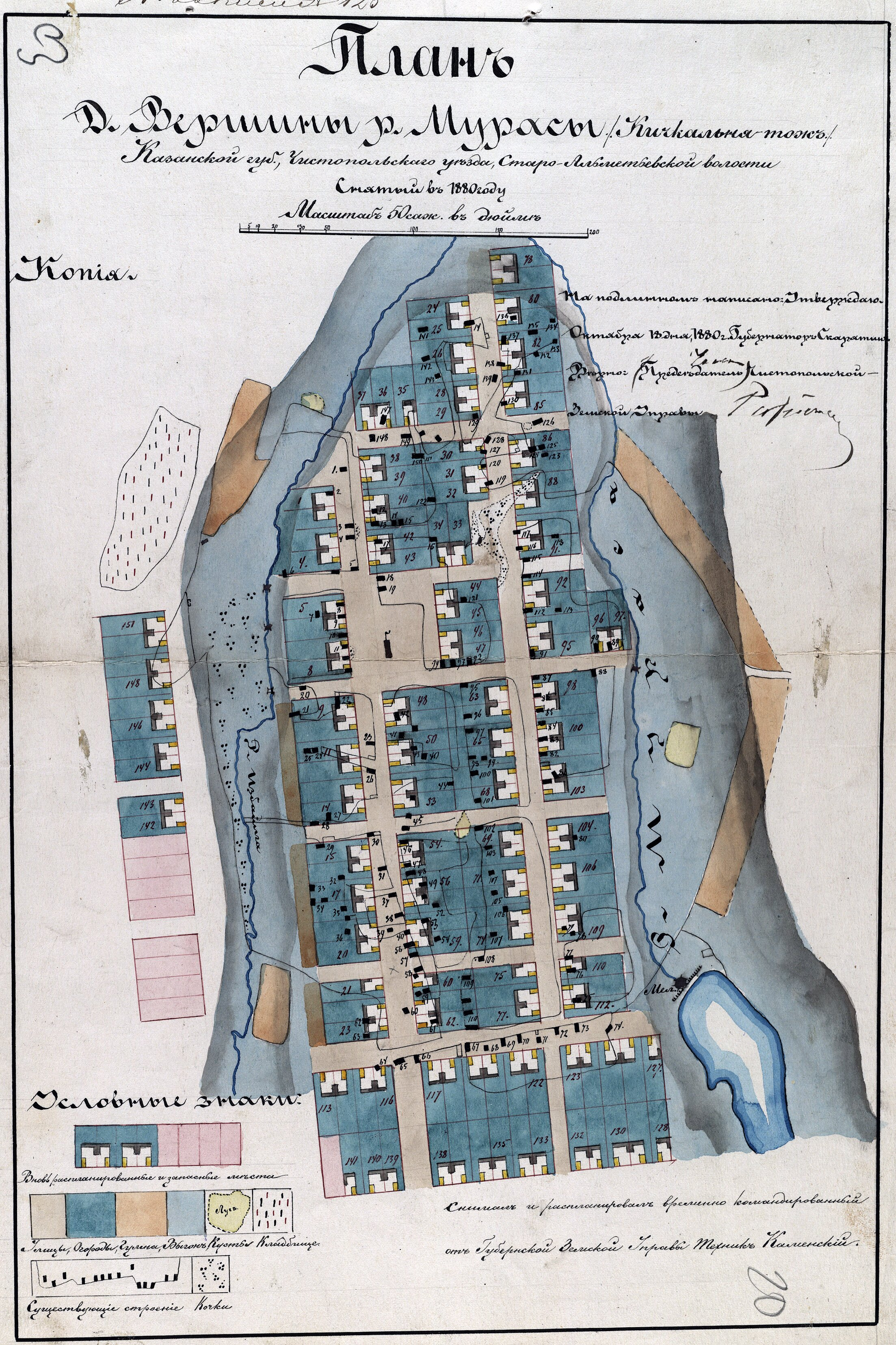
План деревни «Вершина реки Мурасы (Кичкальня)» 1880
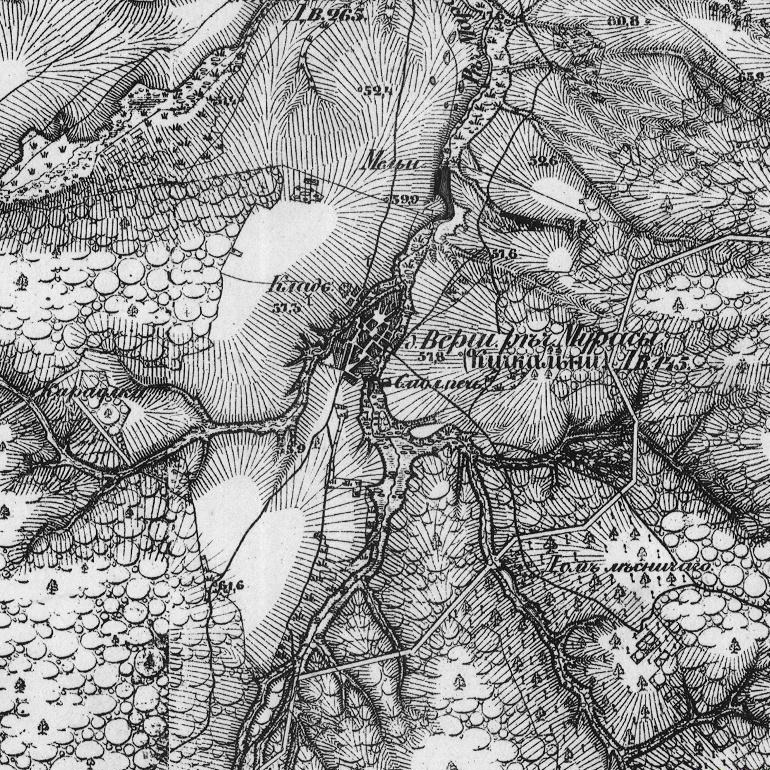
Военно-Топографическая карта Казанской губернии 1880

## Население
| Источник                 | Дата проведения | Количество мужчин | Количество женщин | Общее количество | Выбывших мужчин | Выбывщих женщин | Всего Выбывших | Дворов |
| ------------------------ | --------------- | ----------------- | ----------------- | ---------------- | --------------- | --------------- | -------------- | ------ |
| Ландратская перепись     | 1716            | 81                | 88                | 169              | 14              | 11              | 25             | 20     |
| I ревизия                |                 |                   |                   |                  |                 |                 |                |        |
| II ревизия               | 1748            | 127               | —                 | —                | 45              | —               | —              | —      |
| III ревизия              | май 1762        | 114               |                   |                  | 55              |                 |                |        |
| IV ревизия               |                 |                   |                   |                  |                 |                 |                |        |
| V ревизия                |                 | 132               |                   |                  |                 |                 |                |        |
| VI ревизия               | 1812            |                   |                   |                  |                 |                 |                |        |
| VII ревизия              | 26.03.1816      | 160               | 165               | 325              | 24              |                 |                | 56     |
| VIII ревизия             | 1834            | 214               |                   |                  |                 |                 |                | 71     |
| IX ревизия               | 26.10.1850      | 281               | 265               | 546              | 59              |                 |                | 69     |
| X ревизия                | 04.05.1858      | 313               | 309               | 622              | 55              |                 |                | 64     |
| Первая всеобщая перепись | 1897            | 660               | 735               | 1395             |                 |                 |                |        |

| 1782  | 1859  | 1897  | 1908  | 1920  | 1926  | 1938  |
| ----- | ----- | ----- | ----- | ----- | ----- | ----- |
| 14    | ↗635  | ↗1404 | ↗1470 | ↗1610 | ↘1122 | ↘1093 |
| 1949  | 1958  | 1970  | 1979  | 1989  | 2012  | 2013  |
| ↘1028 | ↗1150 | ↗1159 | ↘943  | ↘668  | ↘595  | ↘581  |
| 2014  | 2015  | 2016  | 2017  | 2018  | 2019  | 2020  |
| ↘553  | ↘541  | ↘525  | ↘513  | ↘492  | ↘472  | ↘463  |

В 1716 году насчитывалось 20 дворов и проживало 169 человек.
По сведениям переписи 1897 года, в деревне Кичкальня (вершина речки Марасы) Чистопольского уезда Казанской губернии жили 1395 человек (660 мужчин и 735 женщин), из них 1394 мусульманина.
Национальный состав
Согласно результатам переписи 2002 года, в национальной структуре населения села татары составляли 100 % из 699 человек.

## Экономика
Полеводство, молочное скотоводство, пчеловодство; кирпичный завод. Действует сельскохозяйственное предприятие ООО «КВ-АГРО».

## Инфраструктура
В селе действуют дом культуры, библиотека, фельдшерско-акушерский пункт, 1 магазин, отделение почтовой связи.

### Улицы
Уличная сеть села состоит из 10 улиц:
| - Восточная - Западная - Заречная - Луговая - Новаторов | - Новая - Овражная - Стахановская 1-я - Стахановская 2-я - Школьная |  |

## Религия
Мечеть.

## Известные люди
- Талгат Галиуллин (род. 1938) — советский и российский татарский литературовед, писатель, критик
- Фалес Валеев[тат.]

## Галерея

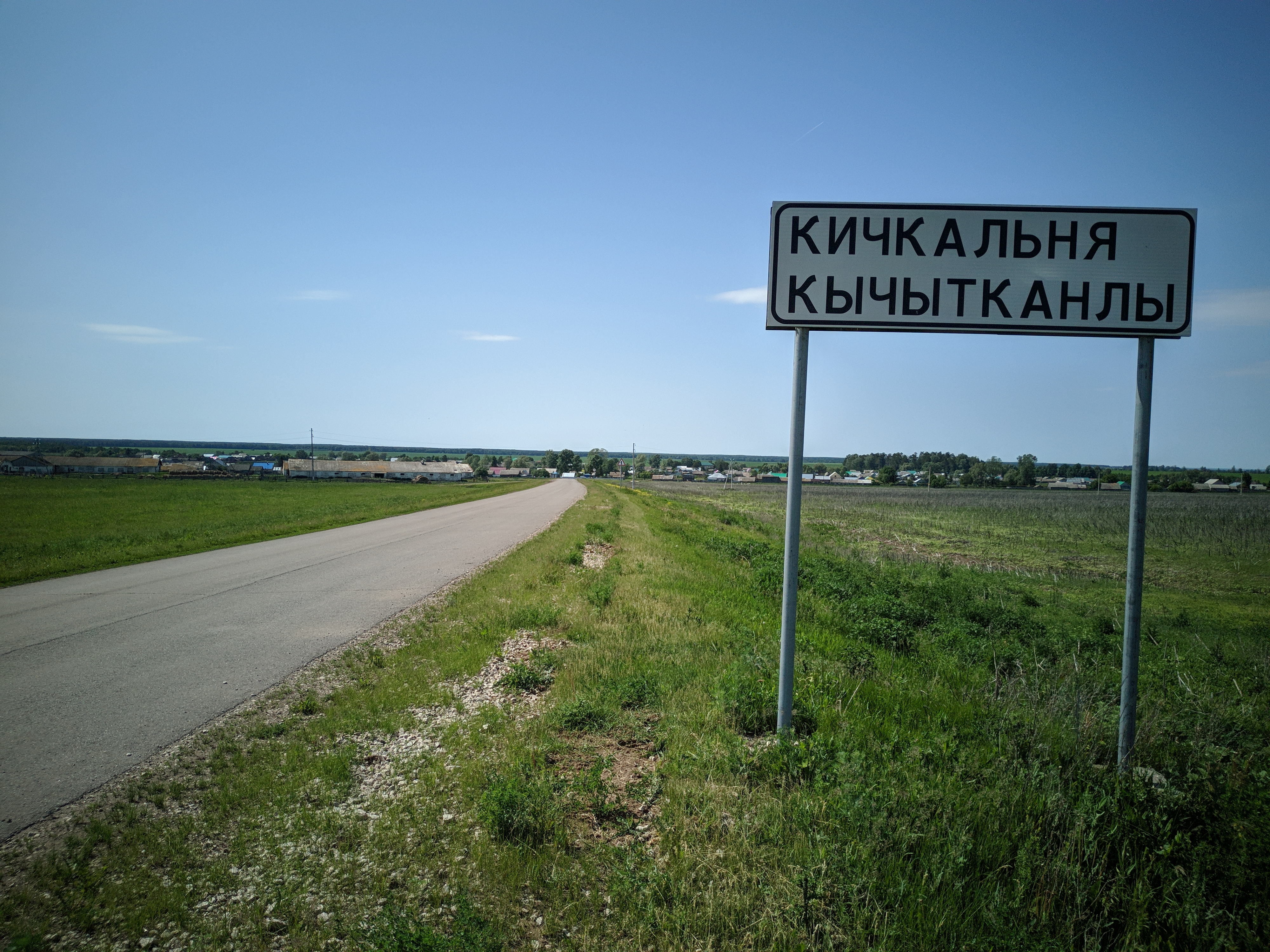
Надпись при въезде в село
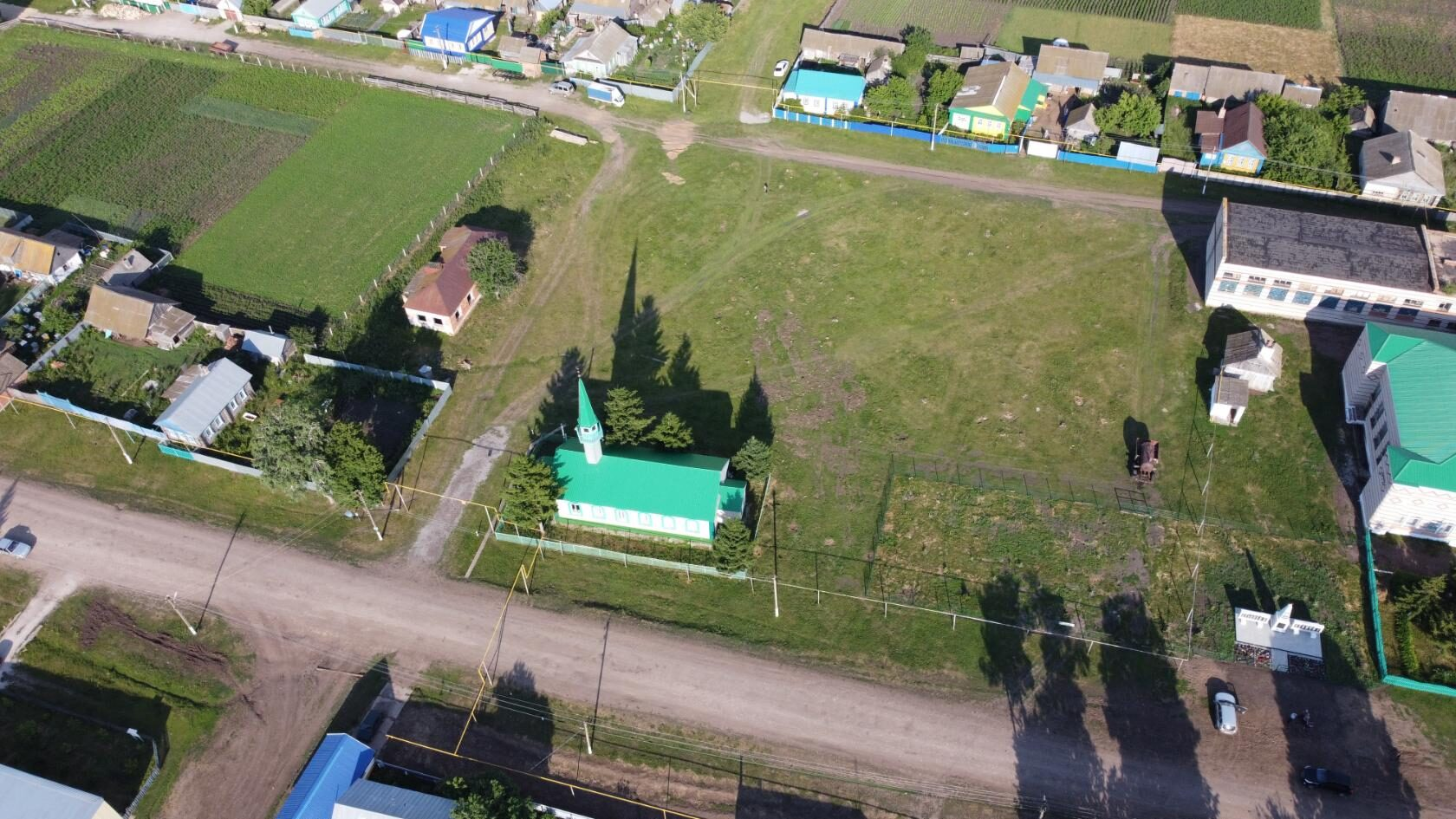
Сельская мечеть
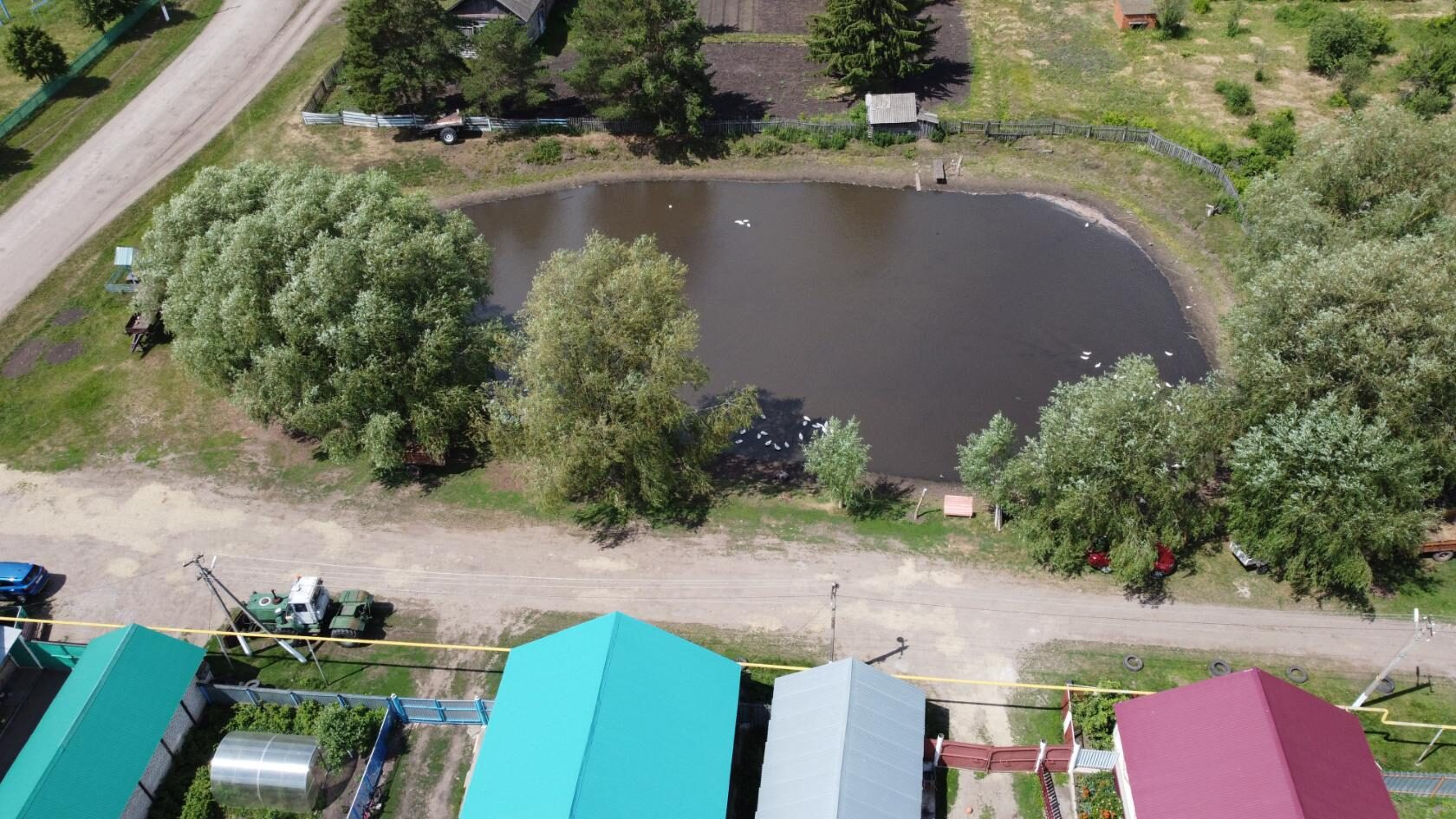
Школьное озеро